# Азимов, Алим
Алим Азимов (1919, Самарканд — ?) — советский узбекский хозяйственный, государственный и политический деятель.

## Биография
Родился в 1919 году в Самарканде. Член КПСС с 1944 года.
Участник Великой Отечественной войны, старшина. С 1946 года — на хозяйственной, общественной и политической работе. В 1946—1962 годы — ответственный работник в Самаркандской области Узбекской ССР, председатель Джизакского райисполкома, первый секретарь Джамбайского райкома КП Узбекистана. Секретарь Самаркандского обкома КП Узбекистана, первый секретарь Паст-Даргомского райкома КП Узбекистана, председатель Самаркандского облисполкома.
Избирался депутатом Верховного Совета Узбекской ССР 4-го и 5-го созывов (1955—1962).
Умер после 1985 года.